# Пам'ятки Шепетівки
Згідно з даними управління культури, туризму і курортів Хмельницької облдержадміністрації, у місті Шепетівка Хмельницької області перебуває 25 пам'яток історії. За інформацією сайту «Енциклопедія пам'яток» у Шепетівці є також 14 пам'яток архітектури.

## Пам'ятка архітектури
| № п./п. | охоронний номер | Найменування                        | адреса                            | рік встановлення |
| ------- | --------------- | ----------------------------------- | --------------------------------- | ---------------- |
| 1       |                 | банк                                | вул. Героїв Небесної Сотні, 46    | 1935 р.          |
| 2       |                 | готель                              | вул. Героїв Небесної Сотні, 56    | 1930 р.          |
| 3       |                 | будинок культури                    | вул. Героїв Небесної Сотні, 54    | 1929 р.          |
| 4       |                 | вокзал                              | вул. Привокзальна, 27А            | 1940 р.          |
| 5       |                 | райвиконком                         | вул. Героїв Небесної Сотні, 47    | 1930 р.          |
| 6       |                 | клуб                                | вул.Привокзальна                  | 1917 р.          |
| 7       |                 | краєзнавчий музей                   | вул. Героїв Небесної Сотні, 52    | 1924 р.          |
| 8       |                 | Музей пропаганди                    | вул. 200-річчя Тараса Шевченка, 2 | 1979 р.          |
| 9       |                 | райвоєнкомат                        | вул. Героїв Небесної Сотні, 45    | 1930 р.          |
| 10      |                 | церква Різдва                       | вул. Пліщинська                   | 1848 р.          |
| 11      |                 | водонапірна башта                   | 1860-1880 рр.                     |                  |
| 12      |                 | цукровий завод                      | Старокостянтинівське шосе, 31     | 1884 р.          |
| 13      |                 | синагога                            | вул. Подільська, 2                | 1820-1840 рр.    |
| 14      |                 | садибний будинок Сангушків + стайні |                                   |                  |

## Пам'ятки історії
| № п./п. | охоронний номер | Найменування | адреса                                                                | рік встановлення        | автори                                         | фото |
| ------- | --------------- | --- | --------------------------------------------------------------------- | ----------------------- | ---------------------------------------------- | ---- |
| 1       | 1669            | Пам'ятний знак на честь Шепетівської підпільної організації, яку очолював О. А. Горбатюк                         | вул. Степана Бандери, 63                                              | 1967 заміна 1987        | місцеві майстри                                |      |
| 2       | 87              | Будинок, де знаходився міський революційний комітет                                                              | вул. Валі Котика, 25                                                  | 1902                    |                                                |      |
| 3       | 2151            | Будинок, де жив Герой Радянського Союзу С. І. Клімович                                                           | вул. Валі Котика, 56                                                  |                         |                                                |      |
| 4       | 90              | Будинок школи, де навчався В. О. Котик                                                                           | вул. Валі Котика, 75                                                  | 1931                    |                                                |      |
| 5       | 83              | Могила Героя Радянського Союзу В. О. Котика                                                                      | вул. Валі Котика, 75                                                  | 1959 заміна 2002        | Київське ХВО «Художник»                        |      |
| 6       | 74              | Братська могила героїв громадянської війни                                                                       | вул. Валі Котика, 85                                                  | 1929 заміна 1977        | автор — Ю. Г. Панчук                           |      |
| 7       | 76              | Братська могила радянських воїнів                                                                                | вул. Героїв Небесної Сотні, 54                                        | 1957 заміна 1975        | Тернопільські ХВМ архітектор — А. М. Стопкевич |      |
| 8       | 75              | Братська могила радянських активістів                                                                            | вул. Героїв Небесної Сотні, 69                                        | 1932                    | місцеві майстри                                |      |
| 9       | 2152            | Будинок, де жив Герой Радянського Союзу Б. П. Бєгоулєв                                                           | вул. Героїв Небесної Сотні, 92                                        |                         |                                                |      |
| 10      | 2153            | Школа, в якій навчався комсомолець-підпільник В. Д. Ковальчук                                                    | вул. Героїв Небесної Сотні, 100                                       |                         |                                                |      |
| 11      | 85              | Будинок, в якому жив письменник М. О. Островський                                                                | вул. 200-річчя Тараса Шевченка, 82                                    | 1910                    |                                                |      |
| 12      | 2157            | Пам'ятний знак на честь воїнів-земляків                                                                          | вул. Привокзальна, 3                                                  | 1970                    | місцеві майстри                                |      |
| 13      | 1668            | Місце загибелі комсомольця-підпільника В. Д. Ковальчука                                                          | вул. 2-а Привокзальна, 26                                             | 1965                    | місцеві майстри                                |      |
| 14      | 82              | Могила голови ревкому І. С. Лінника                                                                              | вул. П'яскорського, 10 кладовище                                      | 1959                    | місцеві майстри                                |      |
| 15      | 78              | Братська могила радянських воїнів                                                                                | вул. П'яскорського, 10 кладовище                                      | 1954                    | Львівська КСФ                                  |      |
| 16      | 84              | Могила Героя Радянського Союзу С. І. Клімовича                                                                   | вул. П'яскорського,10 кладовище                                       | 1946 заміна 1982        | місцеві майстри                                |      |
| 17      | 1662            | Могила Героя Радянського Союзу Б. П. Бєгоулєва                                                                   | вул. П'яскорського,10 кладовище                                       | 1972                    | місцеві майстри                                |      |
| 18      | 1663            | Могила комсомольця- підпільника В.Ковальчука                                                                     | вул. П'яскорського,10 кладовище                                       | 1973                    | місцеві майстри                                |      |
| 19      | 1666            | Будинок, де працював і навчався письменник Н. С. Рибак                                                           | Старокостянтинівське шосе, 29                                         | 1982                    | скульптор — О. П. Скобліков                    |      |
| 20      | 86              | Будинок, початкового училища, де навчався М. О. Островський; розміщувався штаб 134-ї бригади 45-ї стріл. дивізії | вул. Судилківська, 28                                                 | 2 пол. XIX ст.          |                                                |      |
| 21      | 92              | Пам'ятка бойової техніки                                                                                         | вул. Лозова, 1                                                        | 1967                    | місцеві майстри архітектор — І. С. Ланько      |      |
| 22      | 80              | Братська могила радянських військовополонених                                                                    | вул. Шешукова, 8                                                      | 1960 заміна 1985        | місцеві майстри                                |      |
| 23      | 2154            | Пам'ятник бойової і трудової діяльності                                                                          | Новоград-Волинське шосе, 2 демонтований                               | 1987                    | завод ім. Сталіна                              |      |
| 24      | 81              | Братська могила жертв фашизму                                                                                    | 500 м по шосе на Новоград-Волинський; 200 м на схід від траси, в лісі | 1960 реконструкція 2003 | місцеві майстри                                |      |
| 25      | 79              | Братська могила радянських воїнів                                                                                | 500 м від міста по трасі на місто Славуту                             | 1954                    | Львівська КСФ                                  |      |
|         |                 | |                                                                       |                         |                                                |      |